# Igelgölen (Skedevi socken, Östergötland)
Igelgölen är en sjö i Finspångs kommun i Östergötland och ingår i Nyköpingsåns huvudavrinningsområde.